# Blàstula
La blàstula és un estat primerenc del desenvolupament embrionari en els animals; en els mamífers rep el nom de "blastocit". La blàstula segueix la mòrula i precedeix la gàstrula en la seqüència de desenvolupament. Una blàstula té més de 64 cèl·lules, amb una gran cavitat central, anomenada "Blastocel".